# William Irvin Swoope
William Irvin Swoope (* 3. Oktober 1862 in Clearfield, Pennsylvania; † 9. Oktober 1930 ebenda) war ein US-amerikanischer Politiker. Zwischen 1923 und 1927 vertrat er den Bundesstaat Pennsylvania im US-Repräsentantenhaus.

## Werdegang
William Swoope war der Neffe des Kongressabgeordneten John Patton (1823–1897). Er besuchte die öffentlichen Schulen seiner Heimat und danach die Hill School in Pottstown. Anschließend absolvierte er die Phillips Academy in Andover (Massachusetts). Nach einem Jurastudium an der Harvard University und seiner 1886 erfolgten Zulassung als Rechtsanwalt begann er in den Staaten Minnesota und Nebraska in diesem Beruf zu arbeiten. Später praktizierte er in Bellevue (Pennsylvania), wo er auch für einige Zeit Ortsvorsteher (Burgess) war. Seit 1892 lebte er wieder in Clearfield, wo er weiterhin als Rechtsanwalt arbeitete. Zwischen 1901 und 1907 fungierte er als Bezirksstaatsanwalt im Clearfield County. Gleichzeitig schlug er als Mitglied der Republikanischen Partei eine politische Laufbahn ein. Im Juni 1916 nahm er als Delegierter an der Republican National Convention in Chicago teil. Von 1919 bis 1923 war er stellvertretender Attorney General von Pennsylvania.
Bei den Kongresswahlen des Jahres 1922 wurde Swoope im 23. Wahlbezirk seines Staates in das US-Repräsentantenhaus in Washington, D.C. gewählt, wo er am 4. März 1923 die Nachfolge von Samuel Austin Kendall antrat. Nach einer Wiederwahl konnte er bis zum 3. März 1927 zwei Legislaturperioden im Kongress absolvieren. Seit 1925 war er Vorsitzender des Committee on Invalid Pensions. Im Jahr 1926 verzichtete er auf eine weitere Kandidatur.
Nach dem Ende seiner Zeit im US-Repräsentantenhaus war William Swoope wieder als Anwalt in Clearfield tätig, wo er am 9. Oktober 1930 verstarb.